# Пепельная качурка
Пепельная качурка (лат. Hydrobates homochroa) — вид морских птиц семейства качурок. Подвидов не выделяют. Гнездится на островах и береговых скалах вдоль берегов Калифорнии (США) и Нижней Калифорнии (Мексика). МСОП относит вид к вымирающим. На 2018 год популяция вида оценивается в 3500—6700 взрослых особей.
Пепельная качурка была впервые описана американским орнитологом Эллиотом Коузом в 1864 году. Название этой птицы — homochroa, означает «однородно окрашенный», от древнегреческого (h)omoia (όμοια), «подобный» + «chroma» (χρώμα), «цвет».
Это небольшая равномерно окрашенная в черный цвет птица с раздвоенным хвостом, очень похожая на чёрную качурку, но меньше и имеет более порхающий стиль полёта, при этом взмах крыльев вверх становится горизонтальным по отношению к телу только перед началом взмаха крыльев вниз (у других качурок взмах крыльев вверх более высокий).
Стайная птица, питается ночью головоногими моллюсками, рыбой (особенно глубоководными миктофидами, которые поднимаются к поверхности моря ночью) и крилем, таким как Thysanoessa spinifera, который также роится на поверхности. Качурки также сопровождают рыболовные суда из-за рыбьего жира, выделяющегося при вытягивании сетей.
Пепельные качурки гнездятся в скальных норах на прибрежных островах. У этого вида длительный цикл размножения, яйца откладываются в мае, а птенцы вылетают в октябре, хотя сроки сильно различаются, больше, чем у большинства других качурок; у некоторых пар может быть птенец, который наполовину вырос, когда другие пары всё еще откладывают яйца. Как и у многих других морских птиц, пары демонстрируют верность как партнеру, так и месту, спариваясь с одним и тем же партнером в течение многих лет и гнездясь в одной и той же норе, несмотря на то, что пары вне сезона размножения проводят свою жизнь отдельно друг от друга. Смена партнера обычно связана со сменой места гнездования.
Птица-долгожитель: окольцованная особь прожила 31 год.
Пепельные качурки гнездятся на 17 островах в северо-восточной части Тихого океана у побережья Калифорнии и северо-западной Мексики. Половина всей популяции гнездится на островах Фараллон около Сан-Франциско. Другие гнездовья — восемь островов Чаннел Калифорнии и небольшая популяция на мексиканских Коронадос.
По оценкам, мировая популяция составляет около 10 000 птиц, причём популяция Фараллона сократилась на треть в период с 1972 по 1992 год. Пепельная качурка обозначена как вид, нуждающийся в охране.